# Stade du Pré Fleuri
Le stade du Pré Fleuri est un stade de rugby à XV situé sur la commune de Sermoise-sur-Loire, près de Nevers. Il appartient au club de l'USON Nevers rugby.

## Histoire

### Création du stade, arrivée du rugby
Le stade du Pré Fleuri est inauguré en 1909, il comporte à l'époque une tribune en bois, une piste d'athlétisme et de trois terrains de tennis. Le stade n'évolue plus jusqu'en 1960 où des projecteurs sont installés. En 1974, un nouveau terrain de tennis est construit. Le stade qui a peu évolué depuis son inauguration est entièrement consacré au rugby à XV à partir de 1982 et la suppression de la piste d'athlétisme. En 1990, deux terrains de tennis, en face de la tribune, sont couverts. En 2002, la tribune en bois est détruite et remplacé par une tribune en béton avec une capacité de 418 places assises. Les sièges de cette nouvelle tribune sont jaunes sauf certains sièges, qui sont bleus pour former USON, l'acronyme du club.

### Extensions du stade, impact de l'USON
En 2010, une nouvelle tribune est construite en face de l'autre tribune, celle-ci a une capacité, à son inauguration de 2 136 places assises. À partir des années 2010, l'augmentation de l'affluence au stade, due à l'accession du club au championnat de Fédérale 1, entraîne l'agrandissement du complexe et un nouvel aménagement.
Le site s'étend sur 560 m2 de zones couvertes pour accueillir les partenaires, les joueurs, les membres de l'association et le grand public. Il dispose par ailleurs de deux points de vente de nourriture et de boisson, d'un espace de 350 m2 dédié aux vestiaires des équipes et des arbitres, ainsi que d'une boutique de 30 m2 à l'entrée du stade. À la reprise de la saison 2013 de Fédérale 1, le stade est réaménagé quasi intégralement, les deux tribunes sont étendues, ce qui porte le nombre de places assises à 4 868 places contre 2 554 places avant l'extension. En plus de l'extension, il y a la création de nouveaux espaces réceptifs (1 000 m²), de loges privatives pour les partenaires, multiplication des points buvette tout autour du stade, création d'un restaurant ouvert à tous dans l'enceinte, installation d'un éclairage homologué PRO D2 et Rencontres Internationales permettant de jouer les matchs en nocturne; Installation d'un écran géant de 35m² dans l'en-but sud.
En 2015, une nouvelle tribune est construite dans l'en-but nord et elle est inaugurée à la fin de l'année 2015. Elle compte 2 250 places, ce qui augmente la capacité à 7 500 places dont 7 100 places assises.

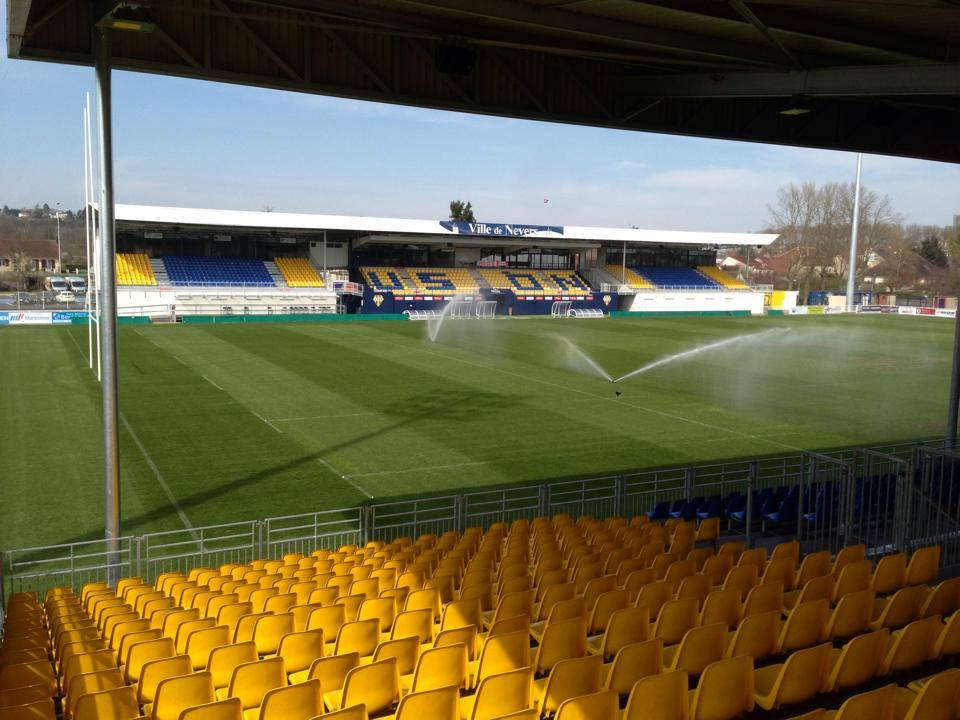
Vue de la tribune d'Honneur depuis la tribune Est.
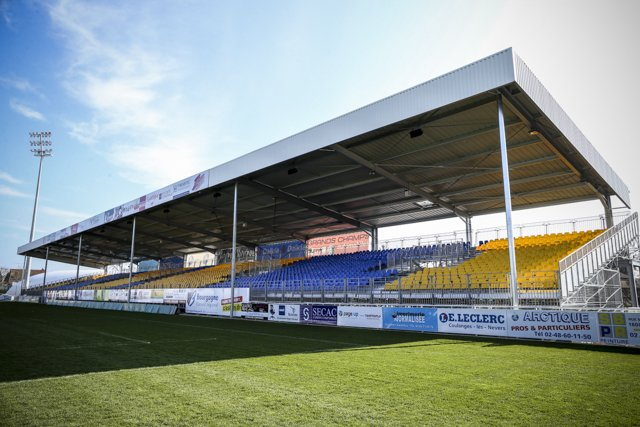
La tribune Est agrandie.
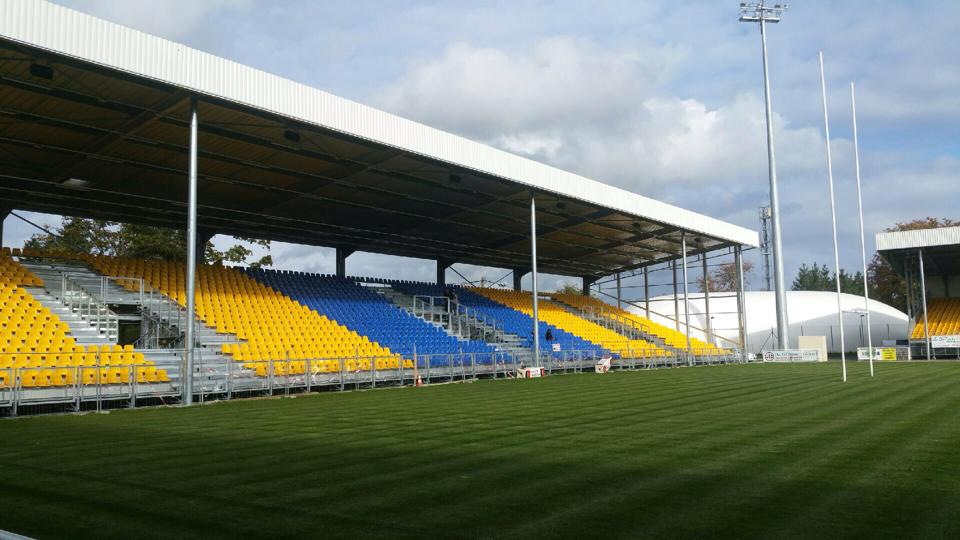
La nouvelle tribune Nord.

### Futur du stade
À ce jour, le stade dispose aujourd'hui de 7356 places dont 7026 assises et couvertes, mais des projets d'extension voit le jour pour atteindre une capacité de 13 500 places. L'extension du stade se ferait par la création d'une quatrième tribune au niveau de l'en-but sud et la création d'un deuxième étage pour la tribune Nièvre. Ce projet est encore à l'étude et aucun calendrier n'a été donné.

## Panorama du stade

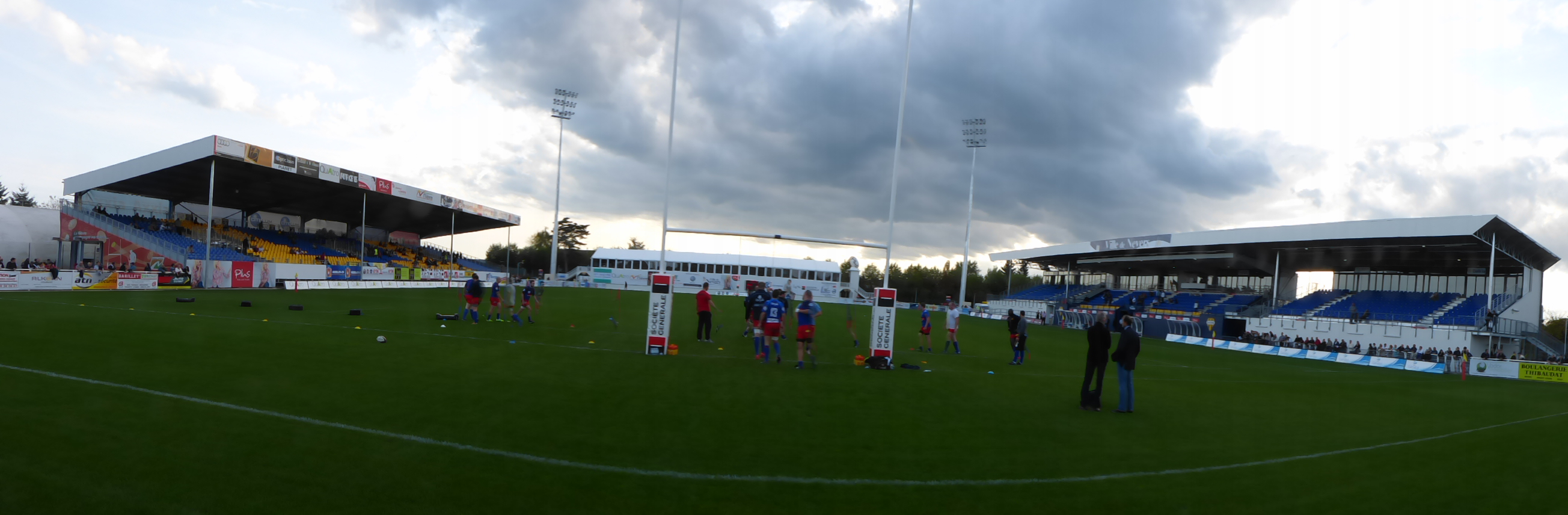
Vue générale du stade du Pré Fleuri avant son agrandissement depuis l'en-but Nord.

## Affluence du stade

### Moyenne d'affluence chaque saison
- L'affluence moyenne de la saison 2020-2021 est évalué sur 3 matchs, en raison de la Covid-19.